# Línea 47 (Buenos Aires)
La línea 47 es una línea de colectivos del Área Metropolitana de Buenos Aires. Une la zona de Chacarita con Liniers y el Autódromo Oscar y Juan Gálvez, ubicado en el barrio de Villa Riachuelo.
La línea 47 es operada por la empresa Línea de Micro Ómmibus 47 S.A.

## Recorridos

### Ramal por Nogoyá
- IDA:Desde Avenida Corrientes y Olleros por Avenida Corrientes, Avenida Federico Lacroze, Avenida Guzmán, Avenida Elcano, Avenida del Campo, Garmendia, Avenida Warnes, Avenida Chorroarín, Avenida San Martín, Nogoyá, Helguera, Melincué, Avenida Segurola, Baigorria, Irigoyen, Nazarre, Madero, Nogoyá, Gana, Avenida Juan Bautista Justo, Cruce Avenida General Paz, Avenida Gaona (Ruta Nacional N° 7), Castelli, Juan Bautista Justo, Avenida General Paz, Ramón L. Falcón, Avenida General Paz Este, Avenida Rivadavia, Albariño, Avenida Directorio, Guardia Nacional, Avenida San Juan Bautista De La Salle, Avenida Escalada, lateral Sur AU Dellepiane, Mozart, Saraza, Avenida Escalada, Avenida Castañares, Corvalán, Avenida Norberto De La Riestra, Oliden, Avenida General Francisco Fernández De La Cruz, Avenida Larrazábal, Ana Díaz, Soldado De La Frontera, Avenida Coronel Roca hasta Timoteo Gordillo.

- REGRESO:Desde Avenida Coronel Roca y Timoteo Gordillo por Avenida Coronel Roca, Soldado De La Frontera, Ana Díaz, Avenida Larrazábal, Avenida General Francisco Fernández De La Cruz, Oliden, Avenida Norberto De La Riestra, Albariño, Avenida Castañares, Rotonda Avenida Escalada, Avenida Escalada, Saraza, Mozart, Saraza, Avenida Escalada, Avenida Olivera, Primera Junta, Avenida Escalada, Avenida Directorio, Miralla, Avenida Rivadavia, Avenida General Paz, Nogoyá, Zamudio, Baigorria, Avenida San Martín, Avenida Chorroarín, Avenida Warnes,Osorio, Avenida Garmendia, Avenida del Campo, Avenida Elcano, Avenida Guzmán hasta Avenida Federico Lacroze.

### Ramal por Camarones
- IDA:Desde Avenida Corrientes y Avenida Federico Lacroze por Avenida Corrientes, Avenida Jorge Newbery, Nicasio Oroño, Alejandro Magariños Cervantes, Irigoyen, Nazarre, Madero, Nogoyá, Gana, Avenida Juan Bautista Justo, Cruce Avenida General Paz, Avenida Gaona (Ruta Nacional N° 7), Castelli, Juan Bautista Justo, Avenida General Paz, Ramón L. Falcón, Avenida General Paz Este, Avenida Rivadavia, Albariño, Avenida Directorio, Guardia Nacional, Avenida San Juan Bautista De La Salle, Avenida Escalada, lateral Sur AU Dellepiane, Mozart, Saraza, Avenida Escalada, Avenida Castañares, Corvalán, Avenida Norberto De La Riestra, Oliden, Avenida General Francisco Fernández De La Cruz, Avenida Larrazábal, Ana Díaz, Soldado De La Frontera, Avenida Coronel Roca hasta Timoteo Gordillo.

- REGRESO:Desde Avenida Coronel Roca y Timoteo Gordillo por Avenida Coronel Roca, Soldado De La Frontera, Ana Díaz, Avenida Larrazábal, Avenida General Francisco Fernández De La Cruz, Oliden, Avenida Norberto De La Riestra, Albariño, Avenida Castañares, Rotonda Avenida Escalada, Avenida Escalada, Saraza, Mozart, Saraza, Avenida Escalada, Avenida Olivera, Primera Junta, Avenida Escalada, Avenida Directorio, Miralla, Avenida Rivadavia, Avenida General Paz, Nogoyá, Ruiz De Los Llanos, Camarones, Avenida San Martín, Almirante F. J. Segui, Añasco, Fragata Presidente Sarmiento, Avenida Warnes, Avenida Jorge Newbery, Avenida Corrientes hasta Maure.

### Ramal SemiRÁPIDO
- IDA:Desde Avenida Corrientes y Olleros por Avenida Corrientes, Avenida Federico Lacroze, Avenida Guzmán, Avenida Elcano, Avenida del Campo, Garmendia, Osorio, Avenida Warnes, Avenida Chorroarín, Avenida San Martín, Nogoyá, Helguera, Melincué, Avenida Segurola, Baigorria, Irigoyen, Nazarre, Madero, Nogoyá, Gana, Avenida Juan Bautista Justo, Cruce Avenida General Paz, Avenida Gaona (Ruta Nacional N° 7), Castelli, Juan Bautista Justo, Avenida General Paz, Ramón L. Falcón, Avenida General Paz Este, Avenida Rivadavia hasta Montiel.

- REGRESO:Desde Avenida Rivadavia y Carhué por Avenida Rivadavia, Avenida General Paz, Nogoyá, Zamudio, Baigorria, Avenida San Martín, Avenida Chorroarín, Avenida Warnes, Avenida Garmendia, Avenida del Campo, Avenida Elcano, Avenida Guzmán hasta Avenida Federico Lacroze.